# 伊勢うどん
伊勢うどん（いせうどん）は、三重県伊勢市を中心に食べられるうどん料理。また、それに使用する麺類の地域団体商標。

## 特徴
太くて柔らかい麺に、少量のたまり醤油と鰹出汁を使用して作られるタレをかけて食べるものが主流。かけうどん（素うどん）のように多量のツユに浸ったものではない。薬味も刻みネギ程度でほとんど載せない。
伊勢うどん協議会では麺とタレの登録基準を設けている。
麺については「麺の太さは縦横計6㎜以上、製造過程で25分以上ゆでる」とされている（伊勢うどん協議会登録基準）。非常に柔らかく、もちもちしており、一般的なうどんとはかけ離れた食感を持つ。そのため、博多うどんのように、柔らかいうどんが好まれる地域の人には受け入れられやすいが、讃岐うどん、五島うどんのような「コシが大事」という考え方の人には好かれない。伊勢うどんの店舗では製麺後に長時間茹でた後、いったん一玉ずつとりわけ、客の注文を受けてから再度「とおし」と呼ばれる器具で湯がいて提供することが多い。
タレについては「たまりをベースに作られる」という基準がある（伊勢うどん協議会登録基準）。店舗ごとに様々な出汁やみりんなどを加えるなど工夫されたタレが作られている。色（そばつゆとは別物）は非常に濃く見た目は塩辛そうだが、外見程の塩分はなく概して旨味と甘みが強く、後味がまろやかである。この濃いタレの色は、たまり醤油の色である。
具は刻みネギだけか、好みで生卵をトッピングするだけという店が多いが、天ぷらやめひびを載せたものを出す店も珍しくはない。
地元の人は刻みネギに伊勢かまぼこといったトッピングで食べることもある。また、店によっては、タレではなく一般的なかけうどんのようなつゆで提供する事もあり、数少ないが、焼きうどんを提供する店も存在する。
伊勢うどんは、ゆで続けているため、すぐに提供できること、また汁がないためすぐに食べ終わることができることから、お伊勢参りで混み合う客を次々さばくのにも適したメニューともなっている。

## 歴史

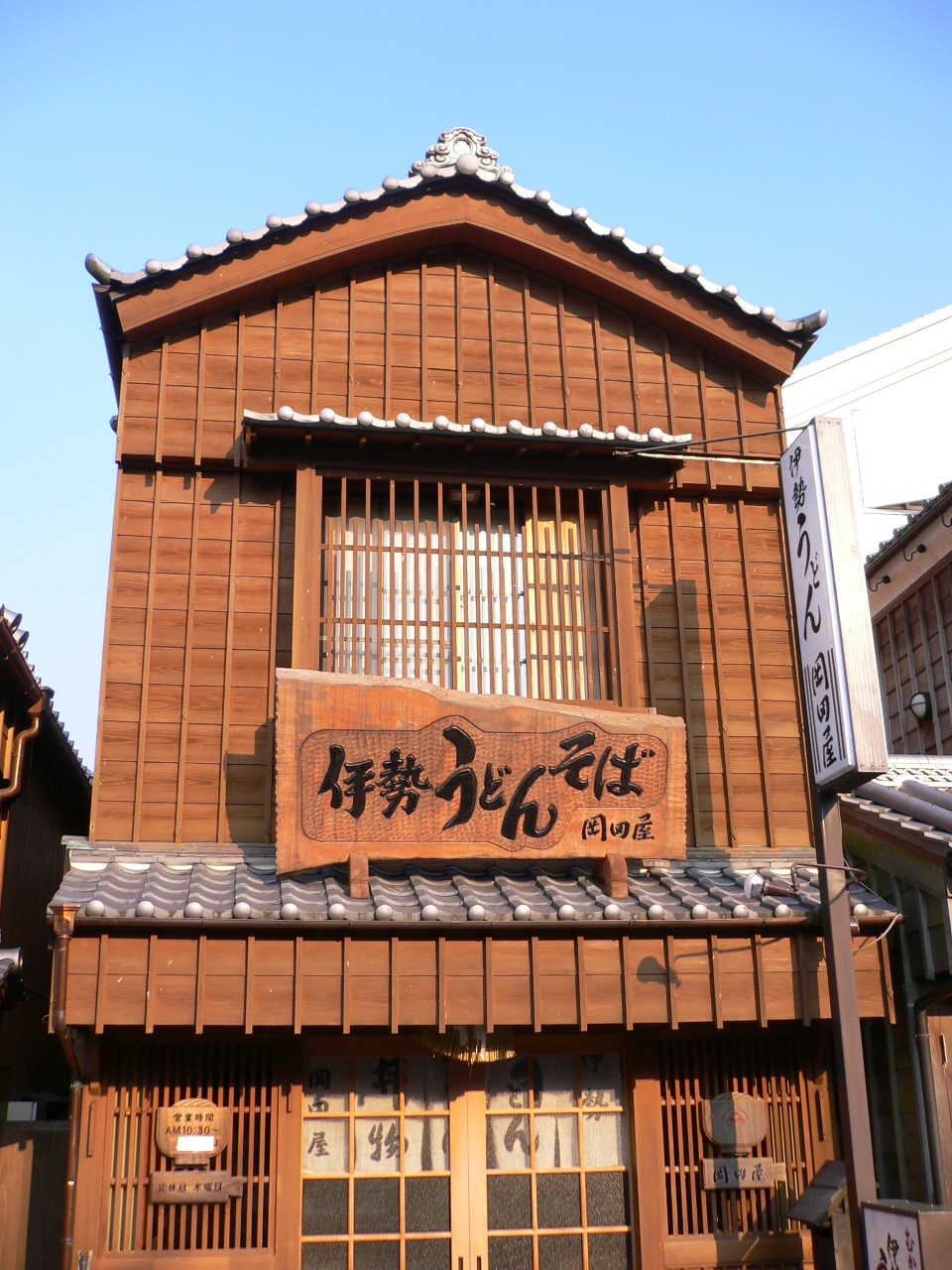
伊勢うどんの店舗（三重県伊勢市おかげ横丁の岡田屋）

伊勢の農家では江戸時代以前から稲の裏作として麦を栽培してきた歴史があり、その麦を原料に麺を打ち、地味噌から取れた「たまり」をかけて食べたものがルーツになっているとされる。当時は「素うどん」などと呼ばれていた。もともと農民が作っていたことから、できるだけ手間がかからず延ばす必要のない太い麺と、また安く済むネギだけの具といううどんが形作られたのではないかと考える人もいるが、実際には米などの粒食が日常の食事であったのに対して、小麦を粉に挽いて作るうどんは祭りの時に手間をかけて作る、ハレの日の食事であり、最高のごちそうと考えられていた。
このうどんが伊勢神宮の参宮者をもてなすために改良されてゆき、江戸時代中期には今日のように形になったと考えられている。一般的には浦田町橋本屋七代目である小倉小兵がうどん屋を開業したのが、伊勢のうどん屋の最初といわれている。
江戸時代後期には有名な伊勢うどんの店舗が出現し、特に有名だったのが古市町の「豆腐六（どぶ六）」（1903年に焼失）で、中里介山の『大菩薩峠』にも登場している。
幕末期には伊勢うどんの店舗が広がって、宇治橋のすぐ手前にまでうどん屋が出店していた。
ミキモト真珠島には、御木本幸吉の実家がうどん製造店であったことにちなんで、かつて伊勢神宮かいわいのうどん店で使われていた手塩皿サイズの食器が展示されており、当時は少量の伊勢うどんを必要な分だけお代わりしていたことがうかがえる。
伊勢うどんは伊勢参りの大勢の客をさばくために考案されたファーストフード的なものとみる説がある一方で、麺が太く茹でるのに1時間もかかる点でかなりのスローフードであるとの指摘もある。
伊勢うどんは手間がかかるため、発祥の地である伊勢市においても、1960年代頃までは店で食べるのが一般的であったが、伊勢うどんの麺の小袋化を始めた山口製麺有限会社の先代と、ミヱマン醤油合資会社西村商店の先代社長の協力により「伊勢のうどんつゆ」が開発され、手軽に自宅で「伊勢うどん」を食べることができるようになり、伊勢の多くの家庭の冷蔵庫にはうどん玉とミヱマン伊勢のうどんつゆが常備されるようになった。また子供だけでも簡単に作れることから忙しい親に重宝され、伊勢の子供は伊勢うどんを離乳食で食べ、自分で作る初めての料理として食べ、夜食に食べ、あるいは何にもない時にはとりあえず「伊勢うどん」を食べるというのが当たり前になっていった。
ミシュランガイド愛知・岐阜・三重2019特別版で伊勢うどんがミシュランプレートの評価で掲載。

## 名称
「伊勢うどん」という名称は昭和40年代（1960年代中期以降）に使われ出したとされる。地元の家庭では特に他地域のうどんと違う点があると意識されることのない料理の一つで、それまでは単に「うどん」と呼ばれ、店では「並うどん」や「素うどん」と呼ばれていた。伊勢市麺類飲食業組合は1972年に「伊勢うどん」と呼ぶことに決め、組合員向けの献立表に記載した。
その命名のきっかけには、永六輔が当地で単に「うどん」として供されていたものを「伊勢うどん」として、メディアにおいて紹介したことがあったとされる。
2008年には、松阪市に本部を持つ三重県製麺協同組合が申請した「伊勢うどん」が地域団体商標に登録された。三重の名物として土産用の麺の味を守るのが目的で、伊勢市の飲食店の営業に影響するものではないという。

## 小麦の種類
この地方の小麦栽培では「農林61号」が主流であったが、地域産業振興の活動の中、低アミロース品種である「あやひかり」がこの伊勢うどんに向いていることが明らかとなり、1999年に三重県で試験栽培を開始、2003年（平成15年）よりは奨励品種として採用されている。両品種を使った伊勢うどん（麺）や県内産の大豆を使ったタレは三重県の地域特産品認定事業のEマークに認証されている。

## 伊勢うどんの普及活動
2015年、伊勢市の「伊勢うどん協議会」は市内の飲食店28店を「本場のこだわり伊勢うどんの店」として登録した。また、協議会では、登録店を掲載した冊子「伊勢うどんの国パスポート」を発行。登録店舗や市内の観光案内所で無料配布された。スタンプを集めると一味唐辛子や丼など「伊勢うどん」がもらえる活動を行った。

## 提供地域
神宮のある伊勢市以外にも、近隣の松阪市、鳥羽市や津市などでも提供するうどん店がある。三重大学の生協第1食堂でも提供例がある。
最近では、三重県内の高速道路SA・PA（2007年時点で、東名阪自動車道御在所SA、伊勢自動車道安濃SA・嬉野PA）で供されている。主に期間限定商品として東海地方のコンビニエンスストア（ローソンおよびセブンイレブン。セブンイレブンに関しては、夏季用と冬季用が存在する）で販売されている。
伊勢市周辺から三重県内・近隣県内にかけてのスーパーマーケットなど食料品店で市販されている茹で麺は、家庭で3-5分間茹でるだけで、柔らかくもちもちの食感が味わえるように工夫されている。だしは小瓶や一食分の小袋に封入された形で、麺に同梱あるいは別途発売されている。また、みやげ用として常温でも長期間保管可能なように真空パックした茹で麺とだしを付属した商品は、三重県内及び、中京地区・京阪神などの百貨店や近畿日本鉄道の駅売店などでも販売されている。
東京都でも新橋、銀座、渋谷、高田馬場などの個別の店では伊勢うどんを提供する例がある。

## ベトナムのカオラウ
伊勢うどんが、ベトナムのホイアンに伝わり、カオラウとなったという説がある。ベトナムのホイアンには「カオラウ」という小麦を原料とする太麺の料理があり、17世紀前半の朱印船貿易時代の伊勢商人・角屋七郎兵衛が持ち込んだ伊勢うどんをルーツとするものである。